# Aharon Kotler
El Rabí Aharon Kotler (1891-1962) va ser un rabí jueu ortodox i un líder prominent del judaisme ortodox a Lituània, i més tard als Estats Units, on va fundar la Ieixivà Beth Medrash Govoha a Lakewood.

## Biografia

### Vida primerenca
Kotler va néixer a Śvisłač, a l'Imperi Rus (actualment Belarús) en 1891. Va quedar orfe a l'edat de 10 anys, i va ser adoptat pel seu oncle, el Rabí Yitzchak Pinnes, de Minsk. Va estudiar a la ieixivà de Slabodka a Lituània amb el Alter (ancià) de Slabodka, el Rabí Nosson Tzvi Finkel, i el Rabí Moshe Mordechai Epstein. Després d'aprendre allà, es va unir al seu sogre, el Rabí Isser Zalman Meltzer, per dirigir la Iexivà de Slutsk.

### Segona Guerra Mundial i emigració als Estats Units
Després de la Primera Guerra Mundial, la ieixivà es va mudar de Slutsk a Kletsk a Belarús. Amb l'esclat de la Segona Guerra Mundial, el Rabí Aharon Kotler i la seva ieixivà es van traslladar a Vílnius, llavors el refugi principal de la majoria de les ieixivot de les àrees ocupades. Segons es va informar, Aharon Kotler va encoratjar als estudiants de la seva ieixivà a romandre a Vílnius malgrat l'arribada dels nazis.
La majoria dels seus estudiants van ser assassinats pels nazis. Alguns d'ells van escapar a la Xina. Kotler va ser portat als Estats Units el 1941 per l'organització de rescat Vaad Hatzalah, i va dirigir l'organització durant l'Holocaust. Al principi, es va establir a l'Upper West Side de la ciutat de Nova York, i el 1949 es va mudar a Boro Park a Brooklyn.
El 1943, el Rabí Kotler va fundar la Ieixivà Beth Medrash Govoha (BMG) a Lakewood, amb 15 estudiants. En el moment de la seva mort el 1962, l'escola tenia 250 estudiants. El va succeir el seu fill, el Rabí Shneur Kotler, com a cap de la ieixivà. Des de 2011, BMG és dirigida pel seu net, el Rabí Aharon Kotler II, i tres dels seus nets polítics, els rabins Yerucham Olshin, Yisroel Neuman, i Dovid Schustal.
En 2007, la ieixivà havia esdevingut la institució més gran del seu tipus als Estats Units d'Amèrica, amb 5.000 estudiants universitaris i de nivell avançat, mentre que la comunitat de Lakewood a Nova Jersey mantenia una xarxa de 50 ieixivot, i més de 100 sinagogues per una població jueva ortodoxa d'unes 40.000 persones.
El Rabí Aharon Kotler va ajudar a establir l'organització educacional Chinuch Atzmai, el sistema d'escoles religioses independents d'Israel, i va ser el president del consell Moetzes Gedolei HaTorah (consell de savis de la Torà) de l'organització Agudath Israel d'America. Kotler va presidir el consell d'administració rabínica de Torah Umesorah, i va estar en la presidència de l'organització Agudas HaRabbonim dels Estats Units i el Canadà.
Després de la mort del seu sogre, el Rabí Zalman Meltzer, el Rabí Kotler va heretar la posició del seu sogre com a cap de la Ieixivà Etz Chaim de Jerusalem. En un arranjament inusual, ell va mantenir aquesta posició mentre continuava vivint a Amèrica, i seguia visitant la ciutat santa de Jerusalem ocasionalment. Actualment, el seu net, el Rabí Zevulun Schwartzman, dirigeix un kolel ubicat a la Ieixivà Etz Chaim.

### Defunció
El Rabí Kotler va morir al centre mèdic presbiterià de Columbia a la ciutat de Nova York, el 29 de novembre de 1962. Un funeral va tenir lloc a la congregació "Fills d'Israel Kalwarier", una antiga sinagoga ubicada en el carrer Allen, a Manhattan, Nova York. El funeral va reunir a 25.000 persones, entre elles hi havia uns 200 agents del Departament de Policia de la Ciutat de Nova York, que van ser assignats a l'esdeveniment, que va ser descrit pel president de la congregació com la reunió més gran de persones que ell havia vist.
Els 700 seients del santuari estaven reservats pels assistents més notables. En una atmosfera descrita com a semblant a la del dia de Yom Kipur, el Rabí Moshé Feinstein, i el Rabí Joel Teitelbaum, el líder de la dinastia jasídica Satmar, entre altres rabins, van dir elogis del difunt. Després del funeral, el cos del Rabí Aharon Kotler, va ser transportat des de l'Aeroport d'Idlewild, per ser portat amb avió fins a la Terra d'Israel, acompanyat per dues dotzenes dels seus estudiants (talmidim).
Després d'arribar a l'Estat d'Israel, l'avió que portava les despulles del Rabí Aharon Kotler, va ser rebut per una multitud de 5.000 persones a l'aeroport. El trànsit de vehicles de Jerusalem va ser detingut per una multitud de 30.000 persones que s'alineaven en el camí de la processó, transportant el seu cos, des de l'aeroport fins a la Ieixivà Etz Chaim, a on milers de persones de tot Eretz Israel van venir a oferir els seus respectes finals abans del seu enterrament en el turó de la Muntanya del Descans.